# Matko Laginja
Matko Laginja (10. srpna 1852, Klana – 18. března 1930, Záhřeb) byl rakouský, později jugoslávský politik chorvatské národnosti, na konci 19. a počátku 20. století poslanec Říšské rady, hlavní postava chorvatského národního hnutí na Istrii, v roce 1920 chorvatský bán.

## Biografie

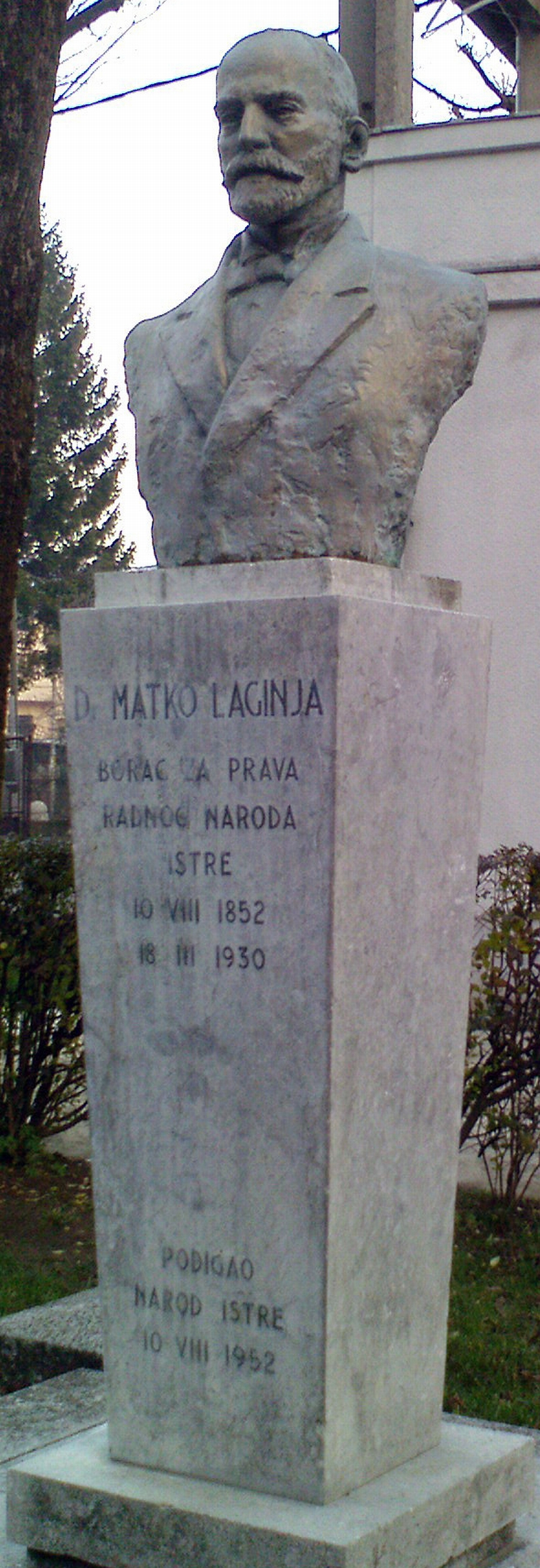
Pomník Matko Laginji

V letech 1871–1873 studoval na právní akademii v Záhřebu a v letech 1873–1875 práva na univerzitě ve Štýrském Hradci, kde roku 1875 získal titul doktora práv. V letech 1876–1877 ještě navštěvoval obchodní a průmyslovou akademii ve Štýrském Hradci a v období let 1877–1879 obchodní akademii v Terstu. Nastoupil jako koncipient na magistrát města Záhřebu a pak jako obecní tajemník ve městě Kastav na Istrii. V letech 1881–1888 působil coby advokátní koncipient v obci Volosko. Následně v období let 1890–1915 byl advokátem v Pule.
Angažoval se veřejně a politicky. Patřil mezi hlávní obhájce zájmů Chorvatů na Istrii. Od roku 1883 až do roku 1914 byl poslancem Istrijského zemského sněmu. Bývá označován za otce Istrie (myšleno Chorvatů na Istrii). Jeho dlouhodobým cílem bylo etablování chorvatského národního povědomí na tomto poloostrově (v té době jazykově a kulturně dominovaném Italy) a rozšiřování práv istrijských Chorvatů. Už v roce 1883 se jako první poslanec zemského sněmu pokusil přednést řeč v chorvatštině.
V Pule spoluvlastnil tiskárnu a byl publicisticky aktivní. Díky jeho iniciativě byla roku 1885 otevřena v Kastavu první škola s chorvatským vyučovacím jazykem na Istrii a roku 1906 tamtéž i učitelský ústav. V roce 1885 se v Kastavu podílel na založení hospodářského družstva, v roce 1891 na založení první chorvatské záložny v Pule. Jeho zásluhou je také zřízení Istrijské vinařské společnosti roku 1893 a Hospodářského svazu pro Istrii roku 1903. Zajímal se o etnografický výzkum, sbíral lidové písně. Napsal komediální hru Šilo na ognjilo (1882), v níž se poprvé v dramatické tvorbě objevilo čakavské nářečí.
Na konci 19. století se zapojil i do celostátní politiky. V doplňovacích volbách roku 1891 získal mandát v Říšské radě (celostátní zákonodárný sbor) za kurii venkovských obcí, obvod Poreč, Pula ad. Nastoupil 13. listopadu 1891 místo Tommasa Vergottiniho. Mandát obhájil za týž obvod i v řádných volbách do Říšské rady roku 1897. Po několikaleté přestávce se pak do vídeňského parlamentu vrátil ve volbách do Říšské rady roku 1907, konaných poprvé podle všeobecného a rovného volebního práva, kdy uspěl za obvod Istrie 5. Byl členem poslanecké frakce Svaz Jihoslovanů. Za tento obvod byl zvolen i ve volbách do Říšské rady roku 1911. Byl nyní poslancem za Chorvatsko-slovinský klub. K roku 1911 se profesně uvádí jako náměstek zemského hejtmana a advokát.
Byl členem Strany práva (takzvaní pravaši), později po rozkolu přešel do odštěpené formace Starčevićeva stranka prava a v letech 1918–1919 byl jejím předsedou. V době rozpadu monarchie byl zmocněncem Národní rady v Záhřebu pro otázky Istrie a byl poslancem provizorní a ústavodárné Skupštiny (parlamentu) Království Srbů, Chorvatů a Slovinců v Bělehradu. V období od 22. února 1920 do 11. prosince 1920 působil jako chorvatský bán.
Zemřel 18. března 1930 v Záhřebu.